# Teroldego
Teroldego is een rode inheemse druivensoort die bijna uitsluitend in de Italiaanse provincie Trentino wordt verbouwd, met name in het gebied dat bekendstaat als de Piana Rotaliana. Dit gebied omvat de gemeenten Mezzocorona, Mezzolombardo en de buurtschap Grumo in de gemeente San Michele all'Adige.

## Oorsprong en Geschiedenis
De oorsprong van Teroldego ligt waarschijnlijk in de regio Verona, nabij het Gardameer, waar de druif bekendstond als Tirodola. In de alluviale vlakte van Campo Rotaliano, gelegen tussen de rivieren Adige en Noce, wordt al sinds de oudheid wijn geproduceerd. De naam Teroldego zou mogelijk afkomstig zijn van de traditionele teeltmethode, waarbij de druiven worden geleid op een systeem van tirelle (draadharnassen). Andere theorieën suggereren een verband met een noord-Italiaans dorp genaamd Teroldege of een associatie met het Duitse dialect voor "goud van Tirol".  Schriftelijke vermeldingen van de druif dateren echter pas uit de vroege 19e eeuw.  
Onderzoek heeft aangetoond dat Teroldego verwant is aan de Italiaanse druivensoorten Lagrein en Marzemino, en nauw verwant is aan de Franse druivensoort Dureza, waarvan de Syrah afstamt.

## Kenmerken en Verspreiding
De Teroldego-druif heeft de volgende kenmerken:  
- Het blad is groot, pentagonaal en trilobaat.
- De trossen zijn middelgroot tot groot, langwerpig en piramidaal, soms cilindrisch en gevleugeld.
- De bessen zijn middelgroot, rond en donkerblauw, met een dikke, leerachtige schil.

De druif staat bekend om zijn hoge productiviteit. Teroldego-wijnen worden gekenmerkt door een diepe robijnrode kleur met paarse reflecties. De geur is wijnachtig, met aroma's van viooltjes, frambozen, kersen en amandelen. De smaak is droog, goed gestructureerd, met weinig tannines, tonen van rozen, een relatief hoge zuurgraad en een gematigd alcoholgehalte.  
Teroldego valt onder verschillende D.O.C.-categorieën, waaronder:  
- Teroldego Rotaliano
- Trentino (DOC)
- Valdadige (DOC)
- Casteller (DOC)

In november is Teroldego ook als jonge wijn goed drinkbaar: Vino Novello.

## Internationale aanplantingen
Buiten Italië wordt Teroldego in beperkte mate verbouwd in:  
- Australië: Aanplantingen in warme kustklimaten.
- Verenigde Staten: Kleine aanplantingen in Californië.
- Duitsland: Aanwezig in de wijnregio Moezel.